# The Big Four: Live from Sofia, Bulgaria
O The Big 4: Live from Sofia, Bulgária é um DVD/Blu-ray com performances ao vivo do Metallica, Slayer, Megadeth e Anthrax, que são conhecidos coletivamente como Big Four of Thrash. O show foi gravado em 22 de junho de 2010 no Sonisphere Festival, em Sófia, Bulgária. Os shows foram gravados e editados e, em seguida, foi ao ar em mais de 800 cinemas em todo o mundo no mesmo dia do festival.
Revisões e críticas do DVD foram em sua maioria favoráveis. Sites como o About.com e Allmusic foram positivas, embora Blogcritics deu uma mau comentário ao DVD. O DVD conquistou o primeiro lugar nas paradas de Canadá, Estados Unidos, Reino Unido, Áustria e outras três paradas. Recebeu certificação ouro na Alemanha, e providenciou a primeira platina ao Slayer.

## Conteúdos
A seguir inclui os setlists completos para todas as quatro bandas como as canções aparecem nos CDs respectivos, ao invés da ordem em que foram realizados e são apresentados em DVD.

### Anthrax
DVD 1/CD 1
| N.º | Título                      | Compositor(es)                                                                                 | Duração |  |
| 1.  | "Caught in a Mosh"          | Joey Belladonna, Frank Bello, Charlie Benante, Scott Ian, Dan Spitz                            | 6:04    |  |
| 2.  | "Got the Time"              | Joe Jackson                                                                                    | 3:42    |  |
| 3.  | "Madhouse"                  | Belladonna, Bello, Benante, Ian, Spitz                                                         | 4:24    |  |
| 4.  | "Be All, End All"           | Belladonna, Bello, Benante, Ian, Spitz                                                         | 8:00    |  |
| 5.  | "Antisocial"                | Bernie Bonvoisin, Norbert Krief                                                                | 6:37    |  |
| 6.  | "Indians"/"Heaven and Hell" | Belladonna, Bello, Benante, Ian, Spitz/ Ronnie James Dio, Tony Iommi, Bill Ward, Geezer Butler | 10:10   |  |
| 7.  | "Medusa"                    | Belladonna, Bello, Benante, Ian, Spitz, Jon Zazula                                             | 5:53    |  |
| 8.  | "Only"                      | Bello, Benante, John Bush, Ian, Spitz                                                          | 6:46    |  |
| 9.  | "Metal Thrashing Mad"       | Benante, Ian, Dan Lilker, Spitz, Neil Turbin                                                   | 3:27    |  |
| 10. | "I Am the Law"              | Belladonna, Bello, Benante, Ian, Lilker, Spitz                                                 | 8:14    |  |

### Megadeth
DVD 1/CD 2
| N.º | Título                            | Compositor(es)                                 | Duração |  |
| 1.  | "Holy Wars... The Punishment Due" | Dave Mustaine                                  | 6:33    |  |
| 2.  | "Hangar 18"                       | Mustaine                                       | 5:04    |  |
| 3.  | "Wake Up Dead"                    | Mustaine                                       | 3:44    |  |
| 4.  | "Head Crusher"                    | Mustaine, Shawn Drover                         | 3:18    |  |
| 5.  | "In My Darkest Hour"              | Mustaine, David Ellefson                       | 5:26    |  |
| 6.  | "Skin o' My Teeth"                | Mustaine                                       | 3:14    |  |
| 7.  | "À Tout le Monde"                 | Mustaine, Ellefson, Nick Menza, Marty Friedman | 4:28    |  |
| 8.  | "Hook in Mouth"                   | Mustaine, Ellefson                             | 4:39    |  |
| 9.  | "Trust"                           | Mustaine, Friedman                             | 5:04    |  |
| 10. | "Sweating Bullets"                | Mustaine                                       | 4:50    |  |
| 11. | "Symphony of Destruction"         | Mustaine                                       | 4:15    |  |
| 12. | "Peace Sells"/"Holy Wars Reprise" | Mustaine                                       | 10:22   |  |

### Slayer
DVD 1/CD 3
| N.º | Título                 | Compositor(es)           | Duração |  |
| 1.  | "World Painted Blood"  | Jeff Hanneman, Tom Araya | 6:26    |  |
| 2.  | "Jihad"                | Hanneman, Araya          | 4:31    |  |
| 3.  | "War Ensemble"         | Hanneman, Araya          | 5:09    |  |
| 4.  | "Hate Worldwide"       | Kerry King               | 3:11    |  |
| 5.  | "Seasons in the Abyss" | Hanneman, Araya          | 6:24    |  |
| 6.  | "Angel of Death"       | Hanneman                 | 5:34    |  |
| 7.  | "Beauty Through Order" | Hanneman, Araya          | 5:11    |  |
| 8.  | "Disciple"             | Hanneman, King           | 5:07    |  |
| 9.  | "Mandatory Suicide"    | Hanneman, Araya          | 4:14    |  |
| 10. | "Chemical Warfare"     | Hanneman, King           | 5:50    |  |
| 11. | "South of Heaven"      | Hanneman, Araya          | 4:30    |  |
| 12. | "Raining Blood"        | Hanneman, King           | 5:30    |  |

### Metallica
DVD 2/CD 4 e 5
| N.º | Título                      | Compositor(es)                                          | Duração |  |
| 1.  | "Creeping Death"            | James Hetfield, Lars Ulrich, Cliff Burton, Kirk Hammett | 8:11    |  |
| 2.  | "For Whom the Bell Tolls"   | Hetfield, Ulrich, Burton                                | 4:29    |  |
| 3.  | "Fuel"                      | Hetfield, Ulrich, Hammett                               | 4:15    |  |
| 4.  | "Harvester of Sorrow"       | Hetfield, Ulrich                                        | 6:18    |  |
| 5.  | "Fade to Black"             | Hetfield, Ulrich, Burton, Hammett                       | 7:31    |  |
| 6.  | "That Was Just Your Life"   | Hetfield, Ulrich, Hammett, Robert Trujillo              | 6:53    |  |
| 7.  | "Cyanide"                   | Hetfield, Ulrich, Hammett, Trujillo                     | 7:16    |  |
| 8.  | "Sad but True"              | Hetfield, Ulrich                                        | 6:33    |  |
| 9.  | "Welcome Home (Sanitarium)" | Hetfield, Ulrich, Hammett                               | 6:14    |  |
| 10. | "All Nightmare Long"        | Hetfield, Ulrich, Hammett, Trujillo                     | 7:50    |  |
| 11. | "One"                       | Hetfield, Ulrich                                        | 8:34    |  |
| 12. | "Master of Puppets"         | Hetfield, Ulrich, Burton, Hammett                       | 8:06    |  |
| 13. | "Blackened"                 | Hetfield, Ulrich, Jason Newsted                         | 7:58    |  |
| 14. | "Nothing Else Matters"      | Hetfield, Ulrich                                        | 5:56    |  |
| 15. | "Enter Sandman"             | Hetfield, Ulrich, Hammett                               | 11:08   |  |
| 16. | "Am I Evil?"                | Sean Harris, Brian Tatler                               | 6:05    |  |
| 17. | "Hit the Lights"            | Hetfield, Ulrich                                        | 5:25    |  |
| 18. | "Seek & Destroy"            | Hetfield, Ulrich                                        | 12:40   |  |

## Músicos
| - Joey Belladonna - vocal - Rob Caggiano - guitarra solo - Scott Ian - guitarra rítmica, vocal de apoio - Frank Bello - baixo, vocal de apoio - Charlie Benante - bateria - Tom Araya - vocal, baixo - Jeff Hanneman - guitarra - Kerry King - guitarra - Dave Lombardo - bateria | - Dave Mustaine - vocal, guitarra - Chris Broderick - guitarra, vocal de apoio - David Ellefson - baixo, vocal de apoio - Shawn Drover - bateria - James Hetfield - vocal, guitarra rítmica - Kirk Hammett - guitarra solo, vocal de apoio - Robert Trujillo - baixo, vocal de apoio - Lars Ulrich - bateria |

## Desempenho nas paradas e certificações
| Paradas musicais (2010)      | Posição de pico |
| ---------------------------- | --------------- |
| Australian Albums Chart      | 71              |
| Belgian Albums Chart         | 73              |
| Canadian Albums Chart        | 3               |
| Dutch Albums Chart           | 75              |
| Finland's Official List      | 31              |
| German Albums Chart          | 4               |
| Swiss Music Charts           | 63              |
| UK Albums Chart              | 1               |
| US Billboard Music DVD Chart | 1               |

| País           | Certificação |
| -------------- | ------------ |
| Alemanha       | Gold         |
| Austrália      | 2× Platinum  |
| Estados Unidos | 2× Platinum  |
| Brasil         | Platinum     |